# 1000-km-Rennen von Monza 1954

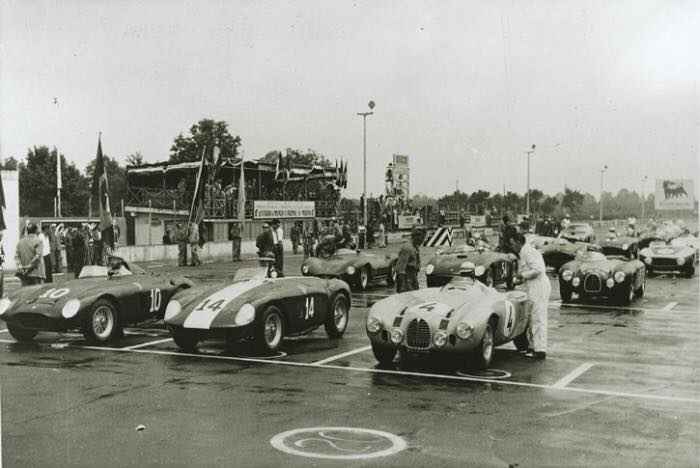
Start zum 1000-km-Rennen. In der Mitte der Siegerwagen: Ferrari 735S von Mike Hawthorn und Umberto Maglioli

Das erste 1000-km-Rennen von Monza, auch II. Gran Premio Supercortemaggiore, 1000 Kilometres, Autodromo di Monza, fand am 27. Juni 1954 auf dem Autodromo Nazionale Monza statt. Das Rennen zählte zu keiner Rennserie.

## Das Rennen
In fast allen Publikation gilt das 1000-km-Rennen von Monza 1965 als das erste Langstreckenrennen auf der Traditionsstrecke von Monza. Tatsächlich war diese Veranstaltung bereits die vierte dieser Art. Schon 1954, 1955 und 1956 fanden in Monza 1000-km-Rennen statt. Offiziell hießen diese Rennen Supercortemaggiore und wurden von der staatlichen italienischen Lotterie-Gesellschaft veranstaltet.
1954 wurde auf das Befahren der Steilkurven verzichtet, wie dies auch beim Formel-1-Weltmeisterschaft dieses Jahres geschah. Ein Vergleich der Zeiten und Geschwindigkeiten: In der Formel 1 fuhr José Froilán González im Ferrari 553 Squalo die schnellste Runde in einer Zeit von 2:00,800 min, was einem Schnitt von ca. 189 km/h entsprach (das Rennen gewann Juan Manuel Fangio im Mercedes-Benz W 196). Auch beim 1000-km-Rennen fuhr Gonzáles die schnellste Runde. Diesmal im Ferrari 750 Monza erreichte er eine Zeit 2:08,500 min und war damit um ca. 8 Sekunden langsamer als in der Formel 1. Der Schnitt belief sich auf 176,498 km/h.
Das Rennen endete mit einem Doppelsieg der Scuderia Ferrari. Mike Hawthorn und Umberto Maglioli siegten mit einem Vorsprung von einer Runde auf die Teamkollegen Gonzalés und Maurice Trintignant.

## Ergebnisse

### Schlussklassement
| 1               |  | 14 | Scuderia Ferrari          | Mike Hawthorn Umberto Maglioli             | Ferrari 735S               | 160 |
| 2               |  | 10 | Scuderia Ferrari          | José Froilán González Maurice Trintignant  | Ferrari 750 Monza          | 159 |
| 3               |  | 20 | Scuderia Guastella        | Franco Cornacchia Gerino Gerini            | Ferrari 250 Monza          | 154 |
| 4               |  | 68 | Scuderia Guastella        | Clemente Biondetti Emelio Nocentini        | Ferrari 250MM Motto        | 153 |
| 5               |  | 32 | Carroll Shelby            | Carroll Shelby Graham Whitehead            | Aston Martin DB3S          | 152 |
| 6               |  | 70 | Scuderia St. Ambroeus     | Camillo Luglio Elfo Frignani               | Ferrari 250MM Pinin Farina | 149 |
| 7               |  | 38 | Officine Alfieri Maserati | Giuliano Giovanardi Cesare Perdisa         | Maserati A6GCS             | 148 |
| 8               |  | 2  | Squadra Italia Gordini    | Franco Bordoni-Bisleri Alberto Della Beffa | Gordini T24S 3.0           | 146 |
| 9               |  | 8  | Squadra Italia Gordini    | Mario Ricci Alberto Della Beffa            | Gordini T15S 2.5           | 144 |
| 10              |  | 36 | Officine Alfieri Maserati | Luigi Bosisio Mario dalla Favera           | Maserati A6GCS             | 141 |
| 11              |  | 54 | Scuderia Guastella        | Luigi Piotti Robert Manzon                 | Ferrari 250 Monza          | 139 |
| 12              |  | 18 | Scuderia Guastella        | Enzo Pinzero Guglielmo Pinzero             | Ferrari                    | 136 |
| 13              |  | 34 | Officine Alfieri Maserati | Alberico Cacciari Giorgio Scarlatti        | Maserati A6GCS             | 135 |
| Ausgefallen     |  |    |                           |                                            |                            |     |
| 14              |  | 44 | Officine Alfieri Maserati | Juan Manuel Fangio Onofre Marimón          | Maserati 250S              | 152 |
| 15              |  | 30 | Sir Jeremy Boles          | Don Beauman John Riseley-Prichard          | Aston Martin DB3           | 135 |
| 16              |  | 16 | Scuderia Guastella        | Chico Landi Piero Cassani                  | Ferrari 250MM Pinin Farina | 132 |
| 17              |  | 4  | Squadra Italia Gordini    | Jean Behra Paul Frère                      | Gordini T24S 3.0           | 119 |
| 18              |  | 58 | Ilfo Minzoni              | Ilfo Minzoni Giovanni Brinci               | Ferrari                    | 76  |
| 19              |  | 42 | Officine Alfieri Maserati | Sergio Mantovani Luigi Musso               | Maserati 250S              | 69  |
| 20              |  | 6  | Squadra Italia Gordini    | André Guelfi Jacques Pollet                | Gordini T15S 2.5           | 67  |
| 21              |  | 60 | Org. Traguardo            | Emilio Wartenweiler Mario Raffaelli        | Ferrari 225S               | 21  |
| 22              |  | 22 | Scuderia Guastella        | Giulio Musitelli Primo Pezzoli             | Ferrari 250S Vignale       | 18  |
| 23              |  | 64 | Scuderia Autieri          | De Florentiis Mucci                        | Ferrari 166MM              | 11  |
| 24              |  | 24 | Scuderia Guastella        | Bruno Moroni Alessandro Gaboardi           | Ferrari 212 Export         | 10  |
| 25              |  | 56 | Roberto Bonomi            | Roberto Bonomi Clemar Bucci                | Ferrari 625TF              | 10  |
| Nicht gestartet |  |    |                           |                                            |                            |     |
| 26              |  | 12 | Scuderia Ferrari          | Giuseppe Farina                            | Ferrari 750 Monza          | 1   |

1Unfall im Training

### Nur in der Meldeliste
Zu diesem Rennen sind keine weiteren Meldungen bekannt.

### Klassensieger
Zu diesem Rennen sind keine Klassensieger bekannt.

### Renndaten
- Gemeldet: 26
- Gestartet: 25
- Gewertet: 13
- Rennklassen: unbekannt
- Zuschauer: unbekannt
- Wetter am Renntag: warm und trocken
- Streckenlänge: 6,300 km
- Fahrzeit des Siegerteams: 6:13:28,600 Stunden
- Gesamtrunden des Siegerteams: 160
- Gesamtdistanz des Siegerteams: 1008,090 km
- Siegerschnitt: 161,937 km/h
- Pole Position: Maurice Trintignant – Ferrari 750 Monza (#10) – 2.04.900
- Schnellste Rennrunde: José Froilán González – Ferrari 750 Monza (#10) 2.08.500 – 176.498 km/h
- Rennserie: zählte zu keiner Rennserie